# Washingtons storstadsområde
Washingtons storstadsområde (Washington metropolitan area eller Washington–Arlington–Alexandria, DC–VA–MD–WV metropolitan statistical area) är ett storstadsområde i och omkring USA:s huvudstad Washington DC. Området har 5 582 170 invånare (2010) och ingår i det större storstadsområdet Baltimore-Washington metropolitan area.
I Washingtons storstadsområde ingår utöver Washington DC bland annat Alexandria, Arlington och Bethesda.